# Saxifraga urbium
Saxifraga urbium är en stenbräckeväxtart som beskrevs av David Allardyce Webb. Saxifraga urbium ingår i Bräckesläktet som ingår i familjen stenbräckeväxter. Inga underarter finns listade i Catalogue of Life.
Växten är även känd under namnet London Pride, ett namn som borstnejlika kallades för innan år 1700.